# Rophites hartmanni
Rophites hartmanni är en biart som beskrevs av Heinrich Friese 1902. Rophites hartmanni ingår i släktet blomdyrkarbin, och familjen vägbin. Inga underarter finns listade i Catalogue of Life.